# نونی مادوئکه
نونی مادوئکه (انگلیسی: Noni Madueke؛ زادهٔ ۱۰ مارس ۲۰۰۲) بازیکن فوتبال اهل انگلستان است که در پست وینگر برای باشگاه فوتبال آرسنال و تیم ملی انگلستان بازی می‌کند.
وی همچنین در تیم‌های ملی فوتبال زیر ۱۷ سال انگلستان، زیر ۱۸ سال انگلستان و زیر ۲۱ سال انگلستان بازی کرده است.

## افتخارات
آیندهوون
- جام حذفی فوتبال هلند: ۲۰۲۱–۲۲[۴]
- جام یوهان کرایف: ۲۰۲۱[۵]

چلسی
- لیگ کنفرانس اروپا: ۲۰۲۴–۲۵[۶]
- جام اتحادیه باشگاه‌های انگلستان نایب قهرمان: ۲۰۲۳–۲۴[۷]
- جام جهانی باشگاه‌ها: ۲۰۲۵[۸]

زیر ۲۱ سال انگلستان
- جام ملت‌های اروپا زیر ۲۱ سال: ۲۰۲۳[۹]